# Tramwaj zwany pożądaniem

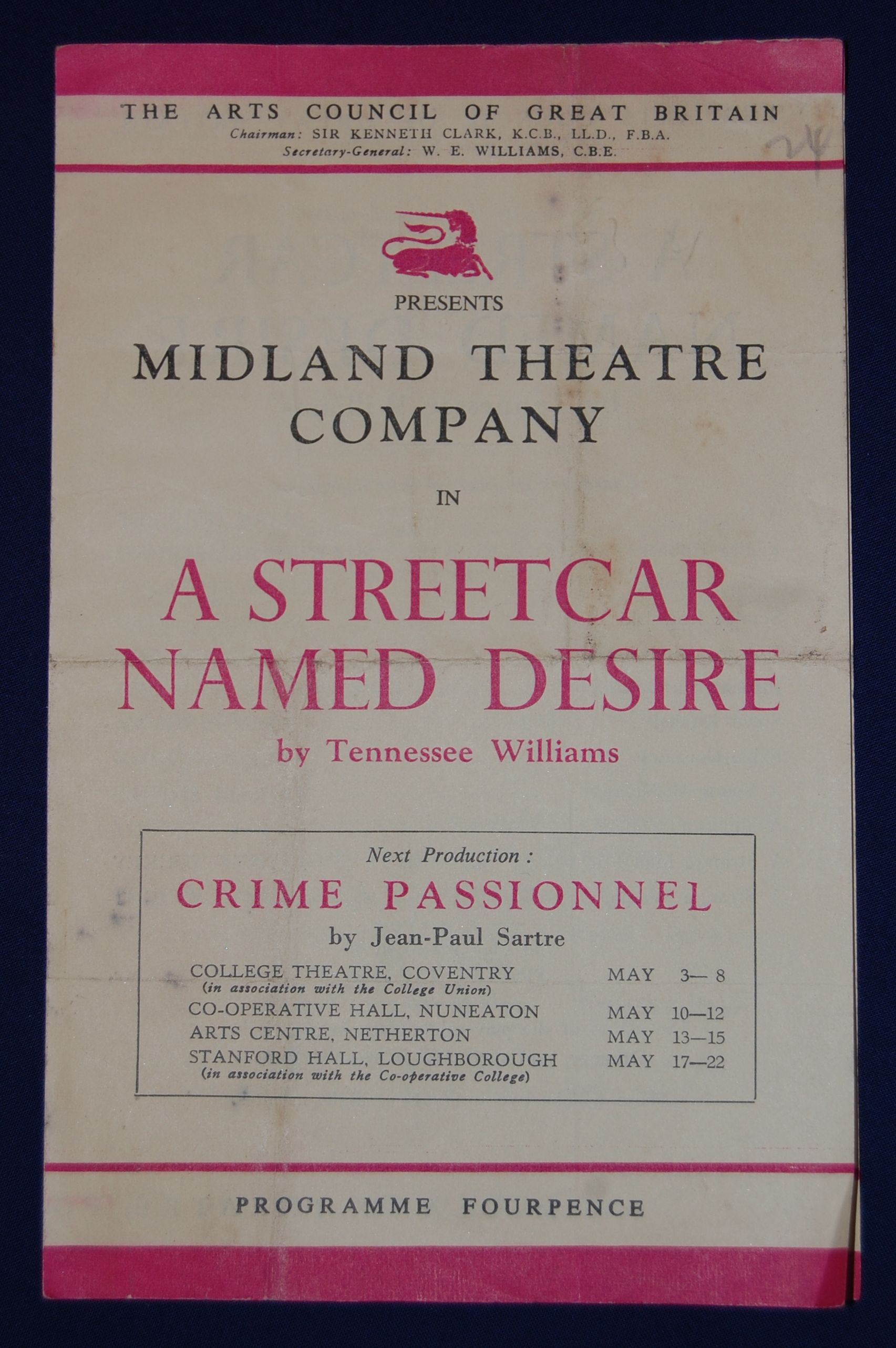
Reklama sztuki

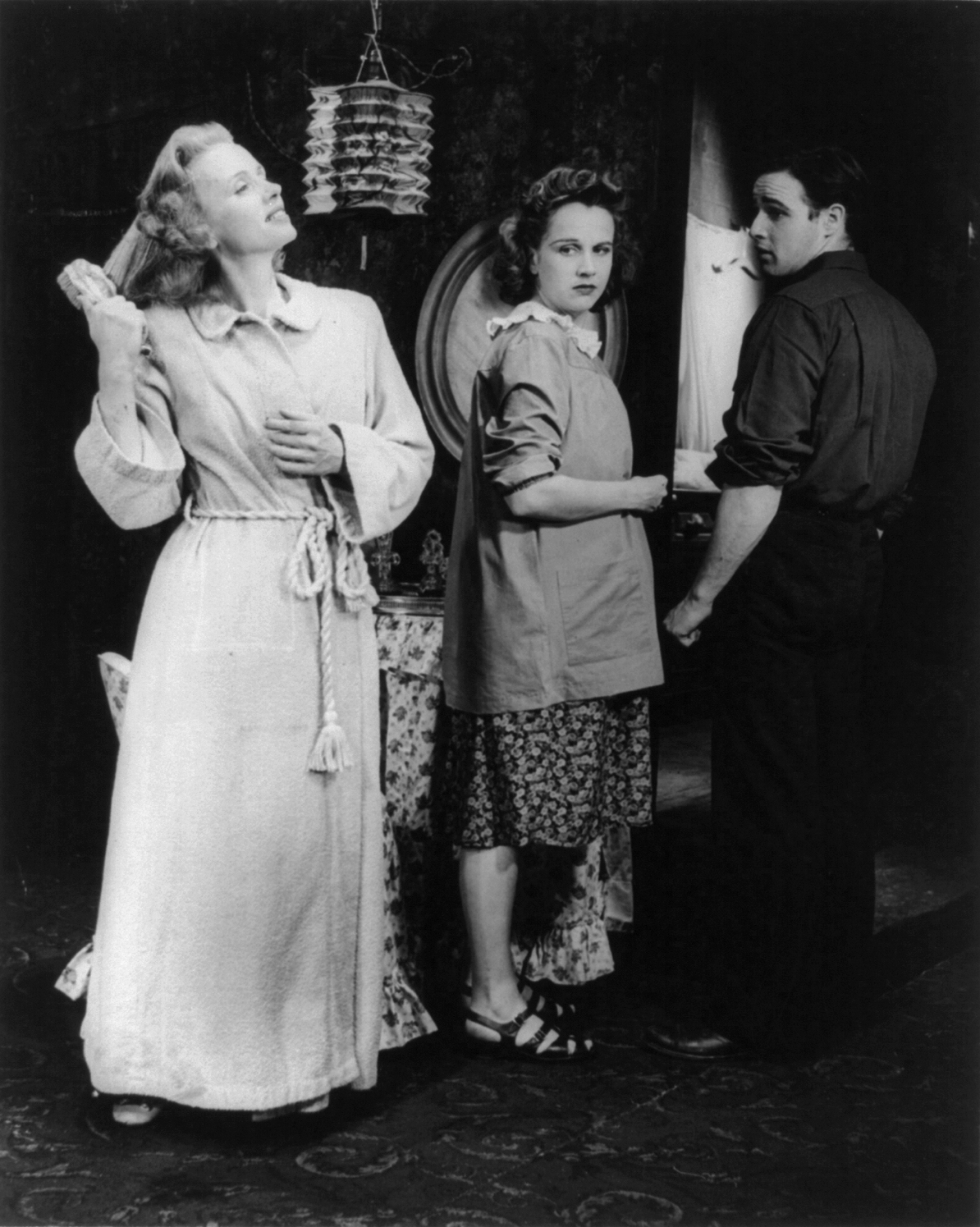
Jessica Tandy, Kim Hunter i Marlon Brando w broadwayowskiej produkcji Tramwaju zwanego pożądaniem (1947)

Tramwaj zwany pożądaniem (A Streetcar Named Desire) – sztuka autorstwa Tennessee Williamsa z 1947. Jeden z najsłynniejszych dramatów, wielokrotnie wystawiany na scenach całego świata i ekranizowany.  
Premiera sztuki w reżyserii Elii Kazana miała miejsce na Broadwayu w Nowym Jorku w grudniu 1947. W rolach głównych zagrali: Marlon Brando i Jessica Tandy.
Tytuł sztuki wiąże się z nowoorleańskim tramwajem do Desire, dzielnicy Nowego Orleanu, której nazwa pochodzi od imienia córki plantatora, właściciela tej ziemi. Tramwaj kursował do 1948 (później zastąpiony został przez autobus). Linie tramwajowe w Nowym Orleanie, podobnie jak w innych miejscowościach, miały wywieszkę z nazwą końca linii (np. w Warszawie 17-ka ma na wyświetlaczu „Bielany” albo „Służewiec”). Bohaterka sztuki jechała linią do Desire, później przesiadła się przy cmentarzach i wysiadła przy ulicy Pola Elizejskie (Elysian Fields, nie Champs Elysees).

## Fabuła
Główną bohaterką jest Blanche DuBois, osoba niezrównoważona psychicznie, nimfomanka żyjąca iluzją minionej elegancji i wysokiej pozycji. Blanche przyjeżdża do Nowego Orleanu w odwiedziny do siostry – Stelli, która wyszła za mąż za prostackiego i brutalnego Stanleya Kowalskiego. Stanley chce jak najszybciej pozbyć się Blanche z domu: podejrzewa ją o to, że przy sprzedaży rodzinnej posiadłości oszukała Stellę. Blanche spotyka w domu Kowalskich Harolda „Mitcha” Mitchella odznaczającego się delikatnością i zaczyna marzyć o poślubieniu go i odnalezieniu w nim obrońcy i oparcia w życiu.
Tymczasem Stanley dowiaduje się o ostatnich latach życia Blanche w Laurell – romansie z jej uczniem, zakończonym zwolnieniem Blanche z posady nauczycielki i o jej późniejszym rozwiązłym trybie życia. W trakcie urodzinowego przyjęcia Blanche dochodzi do awantury, a Stella, będąca w ciąży, musi zostać odwieziona do szpitala. Pod nieobecność Kowalskich Mitch, który miał być gościem na urodzinach, odwiedza Blanche i zrywa z nią, gdyż Stanley opowiedział mu wszystkie rewelacje dotyczące jej życia. Po powrocie Stanleya ze szpitala dochodzi do gwałtu (nie wiadomo, czy prawdziwego, czy urojonego) na Blanche. W ostatniej scenie sztuki Blanche zabierana jest do zakładu dla chorych psychicznie.

## Ekranizacje i adaptacje
- Tramwaj zwany pożądaniem – film w reżyserii Elii Kazana z 1951
- Tramwaj zwany pożądaniem – balet w choreografii Valerie Bettis z 1952
- Tramwaj zwany pożądaniem – film w reżyserii Johna Ermana z 1984
- Tramwaj zwany pożądaniem – film w reżyserii Glenna Jordana z 1995
- Tramwaj zwany pożądaniem – opera skomponowana przez Andrégo Previna z librettem Philipa Littlla z 1995; polska prapremiera w Teatrze Wielkim w Łodzi w reżyserii Macieja Prusa 12 maja 2018[3][4][5][6][7].